# Hatsuhinode

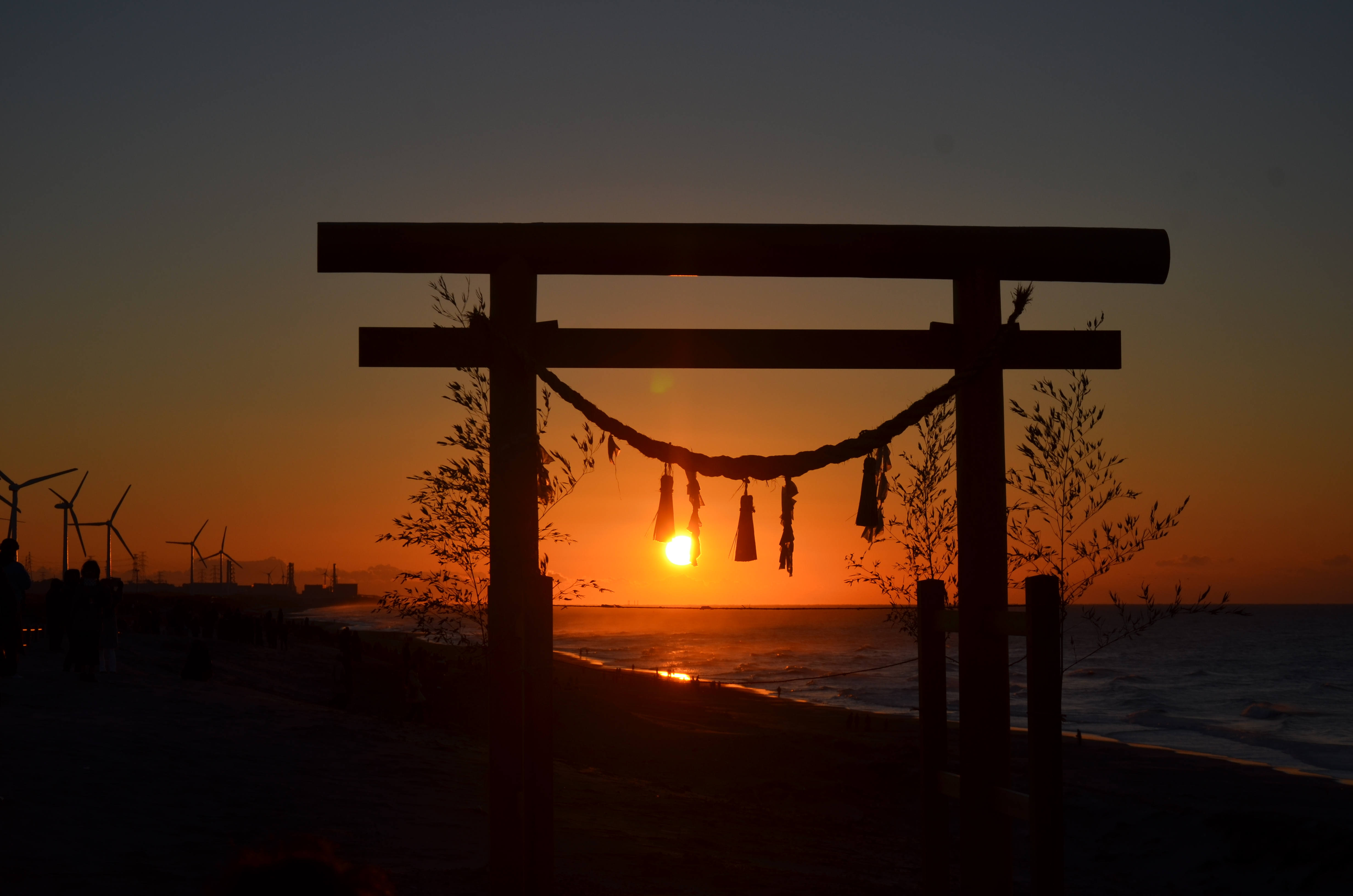
Hatsuhinode attraverso un torii (Kakegawa, Shizuoka, Giappone)

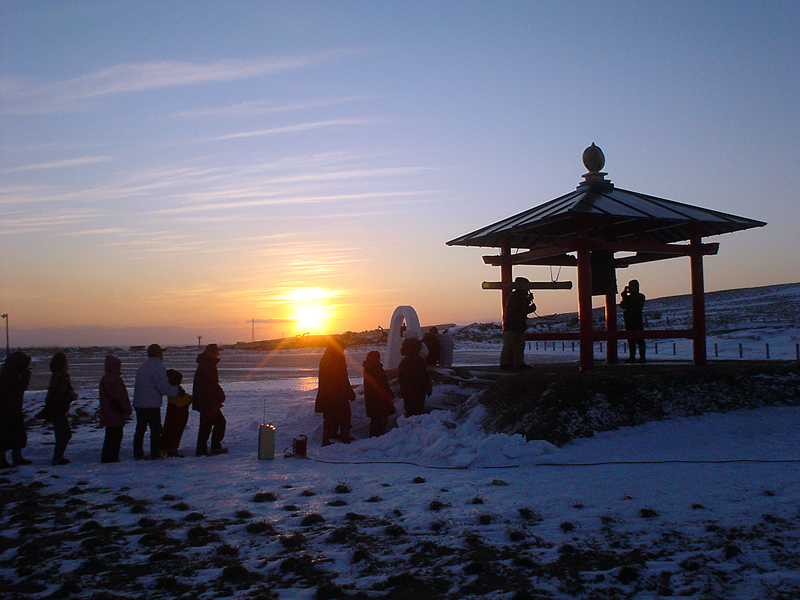
Hatsuhinode a Capo Sōya, a Wakkanai sull'isola dell'Hokkaidō)

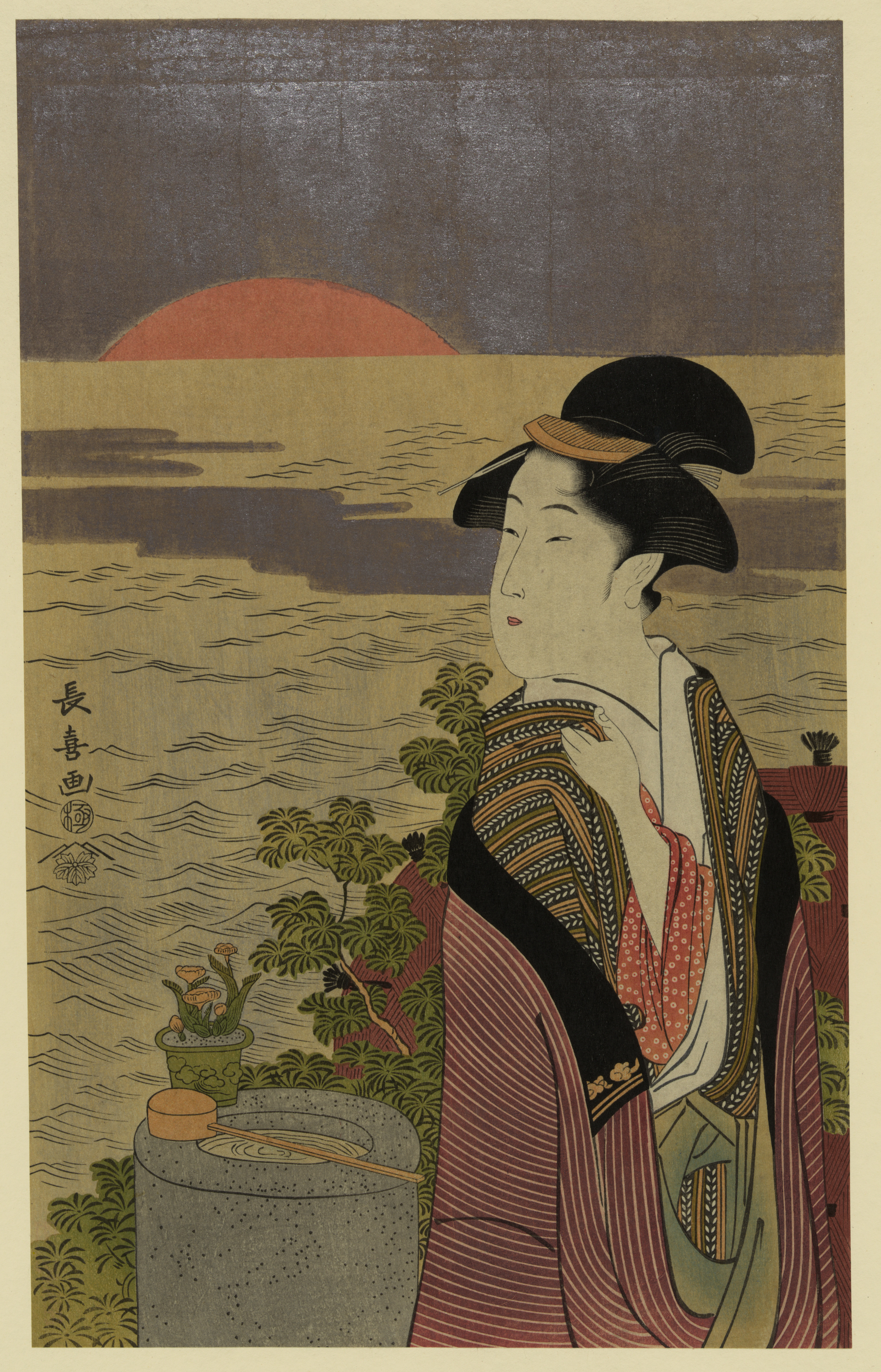
Hatsuhinode : Ukiyo-e di Eishōsai Chōki (1790)

Hatsuhinode (初日の出?, hatsuhinode) letteralmente "prima alba", si riferisce all'usanza giapponese di osservare la prima alba dell'anno. Questo termine corrisponde ad un'antica tradizione in Giappone che consiste nell'assistere all'alba il primo gennaio di ogni anno. Tale usanza può essere un'osservazione dell'alba in un giorno speciale solo per divertimento, oppure può avere un significato religioso per coloro che adorano il sole, come i seguaci shintoisti in Giappone o gli Inuit, Yupik, Aleuti, Chukchi e gli Iñupiat nel Circolo polare artico, per aver pregato per una buona fortuna.

## Origine
Secondo il Kojiki (mito fondatore del Giappone), la dea del sole Amaterasu è la divinità tutelare del Giappone da cui gli imperatori traggono la loro essenza divina.
Una tradizione imperiale richiede che l'imperatore regnante renda omaggio alla dea solare il primo giorno del nuovo anno con una preghiera mattutina per una buona salute e un buon raccolto. Fu adottato dai nobili della corte imperiale durante il periodo Heian (794-1185) e poi dall'intera popolazione giapponese durante il periodo Meiji (1868-1912). Inoltre, una superstizione popolare afferma che i toshigami, le divinità dell'anno, maestre del ciclo zodiacale, portano felicità sulla terra all'inizio di ogni anno.

## Pratica
All'inizio di ogni anno, nell'ambito delle celebrazioni del capodanno giapponese (oshōgatsu), molti giapponesi si radunano in luoghi dell'arcipelago da cui è ben visibile l'orizzonte a est. Ai primi raggi del sole che emergono all'orizzonte, esprimono desideri di felicità per il prossimo anno.
Ogni primo gennaio, la compagnia di bandiera giapponese, propone un volo speciale per ammirare la prima alba dell'anno dal cielo. Questo volo parte dall'aeroporto internazionale di Narita situato a Narita, prefettura di Chiba, e include un passaggio sulla baia di Tokyo per vedere il Monte Fuji sotto i primi raggi del sole dell'anno. Allo stesso modo, il municipio di Tokyo offre ogni anno, tramite estrazione a sorte, a poche centinaia di persone l'opportunità di assistere alla prima alba dell'anno dalla cima del Tokyo Sky Tree, una torre di trasmissione alta 634 metri, progettata dall'architetto giapponese Kenzō Tange.
Le spiagge, come quella di Meoto Iwa a Ise, prefettura di Mie, le cime montuose, come ad esempio quella del Monte Fuji, le isole Ogasawara, le più orientali dell'arcipelago giapponese, e gli ultimi piani di edifici alti come la Tokyo Tower sono luoghi privilegiati per l'osservazione degli hatsuhinode.

## Varianti

### Corea
In Corea c'è l'usanza di osservare la prima alba il primo giorno dell'anno, sia nel tradizionale calendario coreano che nel nuovo calendario.

### Canada, Groenlandia, Russia e Stati Uniti d'America

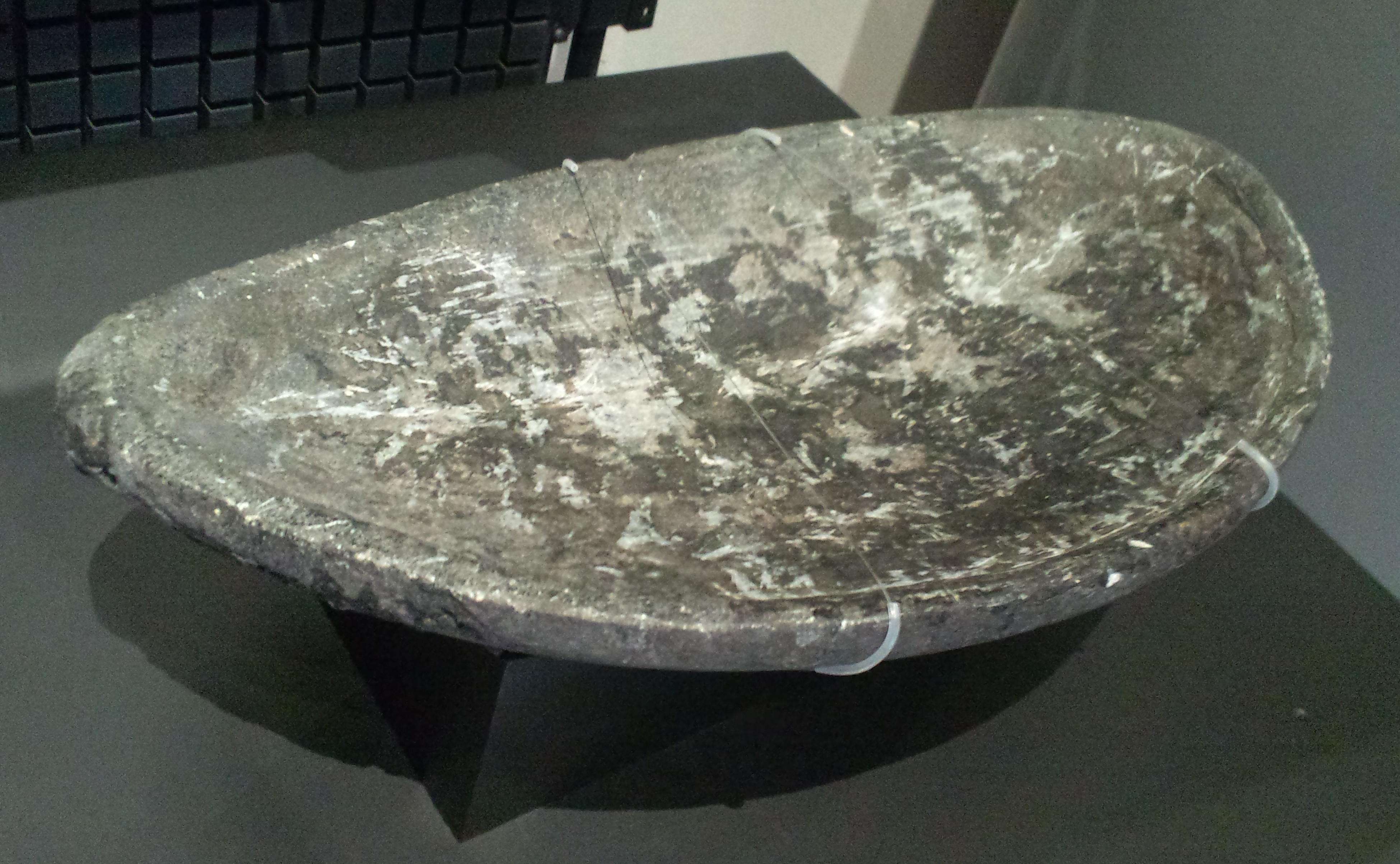
Tre qulliqs vengono usate durante la vista della prima alba

Nel circolo polare artico, gli Inuit, Yupik, Aleuti, Chukchi e gli Iñupiat osservano la prima alba (Inuktitut: ᓯᕗᓪᓕᖅᐹᖅ ᓯᕿᓂᖅᓄᐃᔪᖅ) il primo giorno dell'anno spegnendo tre qulliq (la tradizionale lampada a olio usata dai popoli artici) e riaccendendoli.